# Anastasios Andreou
Anastasios Andreou (Limassol, 1877 - 1947) foi um desportista gréco-cipriota, competindo nos 110m com barreiras masculino nas Olimpíadas de 1896.
Campeão dos jogos Pan-cipriotas de 1896 nos 100 e 110 metros com barreiras e nos Jogos Pan-helênico nos 110 metros com barreiras, também em 1896, credenciou Anastasios a representar a Grécia nos Jogos Olímpicos de Verão de 1896, os primeiros Jogos Olímpicos da era moderna.
Além de participar das olimpíadas pela Grécia, foi voluntário no exército grego durante a Guerra Greco-Turca de 1897.